# امانوئل دوشمین
امانوئل دوشمین (انگلیسی: Emmanuel Duchemin؛ زادهٔ ۱۴ مارس ۱۹۷۹) بازیکن فوتبال سابق اهل فرانسه است که در پست هافبک بازی می‌کرد.
از باشگاه‌هایی که در آن بازی کرده‌است می‌توان به باشگاه فوتبال نانسی و باشگاه ورزشی آمیان اشاره کرد.